# Isaac Montero
Fernando Isaac Hernández Montero (Madrid, 1936 - Íd., 10 de septiembre de 2008) fue un escritor y guionista español, premio de la Crítica de 1999 por su obra Ladrón de lunas.

## Biografía
Fernando Isaac Hernández Montero nació en 1936 en Madrid, hijo de maestros. Contrajo matrimonio con Esther Benítez, traductora.
Licenciado en Derecho y en Filosofía y Letras, fue redactor jefe de la revista Acento cultural. También escribió en el diario Pueblo. Posteriormente trabajó en una empresa de publicidad: Hijos de Valeriano Pérez, junto a Daniel Sueiro y Basilio Martín Patino.
Narrador de la segunda generación de posguerra, ganó el Premio Sésamo en 1958; su primera novela, Alrededor de un día de abril, estuvo 15 años secuestrada por el Tribunal de Orden Público.
Como guionista destacan sus trabajos para las series Cervantes, Juanita la Larga o Pájaro en una tormenta.
Falleció a los 71 años, el 10 de septiembre de 2008 en Madrid.

## Obras
- Una cuestión privada (1964)
- Al final de la primavera (1965)
- Los días de amor, guerra y omnipotencia de David el Callado (1972)
- Al-borak (1972)
- Los árboles y ropa de vestir (1974)
- Necesidad de un nombre propio (1978)
- Arte real (1979)
- Pájaro en una tormenta (1985)
- Juegos de luz (1988)
- Primera comunión de Aurorarroja (1991)
- El sueño de Móstoles (1993)
- Estados de ánimo (1994)
- El sueño de Móstoles (1995)
- Ladrón de lunas (1999)
- La fuga del mar (2000)
- El lobo cansado (2007)